# Поля смерти

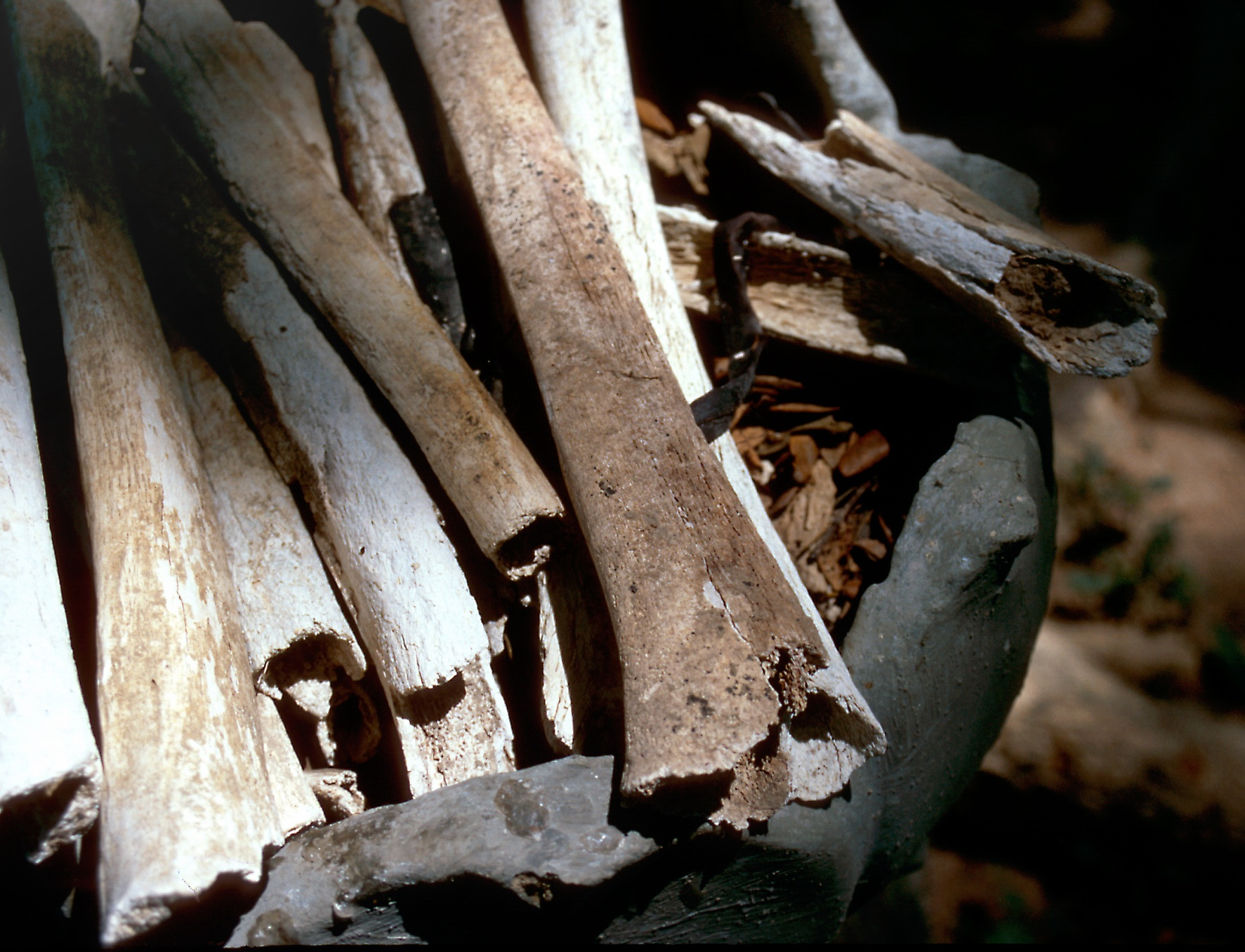
Останки детей, убитых красными кхмерами

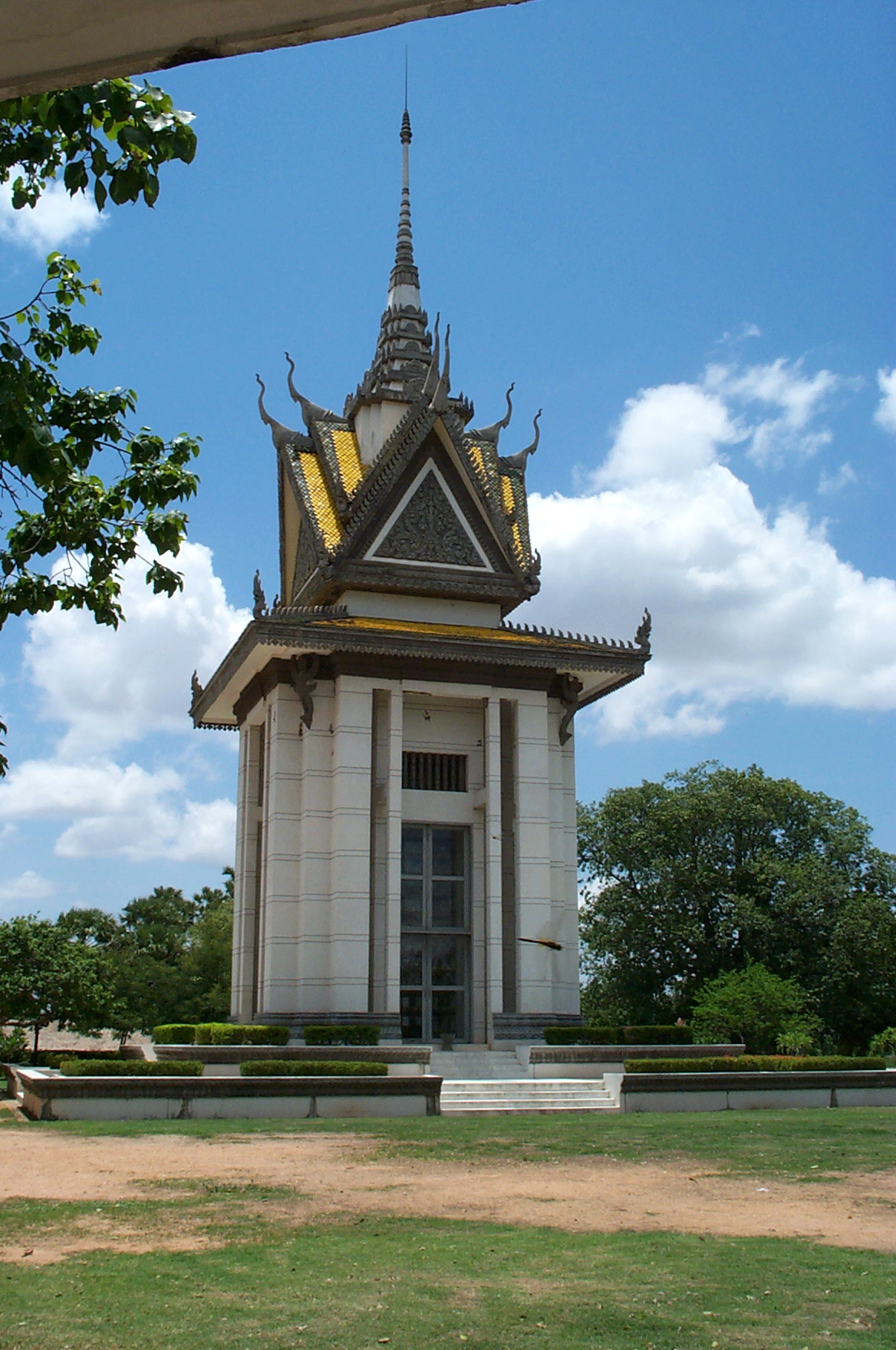
Ступа, сооружённая в память о жертвах красных кхмеров

Поля́ сме́рти (кхмер. វាលពិឃាត, ʋiəl pikʰiət) — собирательное название мест массовых захоронений жертв террористического режима Красных Кхмеров, находившихся у власти в Камбодже (Кампучии) в период с 1975 по 1979 год.
Захоронения были обнаружены вскоре после вьетнамской интервенции и свержения режима Красных Кхмеров в 1979 году. В настоящее время на территории Камбоджи насчитывается около 20 000 мест подобных захоронений, где покоятся останки по меньшей мере 1,3 млн человек — при этом общее число жертв режима Красных Кхмеров по разным оценкам составляет от 1,7 до 2,5 млн человек.
Наиболее известным «полем смерти» является участок Тьэнгъаек, куда полпотовцы свозили тела казненных заключенных тюрьмы С-21 в Пномпене.
Впервые термин «поля смерти» ввел в обиход камбоджийский журналист Дит Пран, сбежавший от режима Красных Кхмеров. Курганы из черепов, выставленные на показ широкой общественности, стали символом геноцида в Камбодже.
В 2025 году «поля смерти» были внесены в список объектов Всемирного наследия ЮНЕСКО.

## Убийства
Юридический процесс, связанный с политическими преступлениями, начинался с того, что человек получал предупреждение от Ангка — фактического правительства Камбоджи. Получившие более двух предупреждений посылались на «переобучение», означавшее почти верную смерть. Обычно «переобучаемых» принуждали к признаниям в «дореволюционных образе жизни и преступлениях» (в число которых обычно входила либо предпринимательская деятельность, либо связи с иностранцами), заявляя, что Ангка их простит и «начнёт с чистого листа». Чистый лист заключался в том, что признавшегося посылали в Туольслэнг для пыток и последующей казни.
К жертвам применялись разнообразные пытки, в том числе вырывание ногтей, принуждение к поглощению экскрементов и мочи, повешение и многие другие.
В целях экономии боеприпасов казни проводились подручными средствами: людям разбивали головы мотыгами, протыкали их тела деревянными штыками, забивали до смерти железными прутьями и т. д.
Тела убитых сбрасывали в огромные ямы, которые будущие жертвы должны были вырыть себе сами — однако истощенные люди не могли копать их слишком глубоко. Нередко во время казней полпотовцы распыляли инсектицид ДДТ прямо над ямами — для того, чтобы могилы не испускали зловонные запахи, а также чтобы среди тел не остались выжившие.
Полям смерти посвящен одноимённый фильм 1984 года. Казни проводили в основном молодые солдаты родом из сельской местности, представители т. н. «основного народа».
Арестовывались и впоследствии казнились практически все, подозреваемые в связях с предыдущим правительством, либо иностранными правительствами, а также профессионалы и интеллектуалы, уничтожавшиеся по классовому признаку. По этническому признаку уничтожались вьетнамцы, чамы, по религиозному — христиане, мусульмане и буддийские монахи.
Даже после свержения Красные Кхмеры не прекратили своей репрессивной политики. Так, после вывода вьетнамских войск в 1989 году они вновь установили контроль над небольшими участками вдоль границы с Таиландом. По словам местных жителей, неподалёку от главного лагеря полполтовцев в Анлонгвэнге появилось очередное «поле смерти». Здесь, по данным Камбоджийского центра документации, в период фактического правления Красных Кхмеров на северо-западе Камбоджи с 1993 по 1997 год были убиты около 3 000 человек.

## Отражение в культуре
Геноциду в Камбодже посвящён фильм «Поля смерти», который рассказывает о судьбе камбоджийского журналиста Дита Прана, попавшего в концентрационный лагерь и сумевшего бежать оттуда. Поле смерти было показано в фильме «Рэмбо IV» в нескольких сценах.